# Villiers-sous-Mortagne
Villiers-sous-Mortagne là một xã của tỉnh Orne, thuộc vùng hành chính Normandie miền tây bắc nước Pháp.